# Ysaline Bonaventure
Ysaline Bonaventure (* 29. August 1994 in Rocourt) ist eine ehemalige belgische Tennisspielerin.

## Karriere
Bonaventure begann mit sechs Jahren das Tennisspielen und bevorzugt Hartplätze. Sie spielt überwiegend Turniere auf dem ITF Women’s Circuit, auf denen sie bislang 12 Einzel- und 14 Doppeltitel gewann.
Bei den French Open stand sie 2015 erstmals im Hauptfeld eines Grand-Slam-Turniers; mit ihrer Doppelpartnerin Demi Schuurs aus den Niederlanden erreichte sie dort die zweite Runde. Dies gelang ihr 2016 auch bei den Australian Open, diesmal an der Seite von Raluca Olaru aus Rumänien.
2012 wurde sie das erste Mal für die belgische Fed-Cup-Mannschaft nominiert; sie gewann bislang fünf ihrer sechs Einzel und vier ihrer neun Doppel.
Mit dem Zweitligisten ETuF Essen ist Bonaventure 2014 in die 1. Bundesliga aufgestiegen.
Bonaventure beendete ihre Karriere im März 2025.

## Turniersiege

### Einzel
| Nr. | Datum              | Turnier             | Kategorie   | Belag             | Finalgegnerin               | Ergebnis  |
| --- | ------------------ | ------------------- | ----------- | ----------------- | --------------------------- | --------- |
| 1.  | 15. Juni 2012      | Meppel              | ITF $10.000 | Sand              | Julia Kimmelmann            | 6:2, 6:4  |
| 2.  | 29. Juli 2012      | Maaseik             | ITF $10.000 | Sand              | Natallija Orlowa            | 6:2, 6:1  |
| 3.  | 11. Mai 2013       | Båstad              | ITF $10.000 | Sand              | Ellen Allgurin              | 6:1, 6:2  |
| 4.  | 16. Juni 2013      | Amstelveen          | ITF $10.000 | Sand              | Cindy Burger                | 6:4, 6:2  |
| 5.  | 29. Juni 2014      | Kristinehamn        | ITF $25.000 | Sand              | Marina Melnikowa            | 6:3, 6:3  |
| 6.  | 26. Juli 2015      | Darmstadt           | ITF $25.000 | Sand              | Dalila Jakupović            | 6:3, 7:64 |
| 7.  | 27. September 2015 | Monterrey           | ITF $50.000 | Hartplatz         | Montserrat Gonzalez         | 6:1, 6:2  |
| 8.  | 21. Februar 2016   | Altenkirchen        | ITF $25.000 | Teppich (Halle)   | Arantxa Rus                 | 6:3, 6:3  |
| 9.  | 30. April 2017     | Antalya             | ITF $15.000 | Sand              | Yuuki Tanaka                | 6:4, 6:2  |
| 10. | 5. November 2017   | Toronto             | ITF $60.000 | Hartplatz (Halle) | Patty Schnyder              | 7:63, 6:3 |
| 11. | 2. Februar 2020    | Andrézieux-Bouthéon | ITF W60     | Hartplatz (Halle) | Arantxa Rus                 | 6:4, 7:63 |
| 12. | 9. Januar 2022     | Bendigo             | ITF W60+H   | Hartplatz         | Victoria Jiménez Kasintseva | 6:3, 6:1  |

### Doppel
| Nr. | Datum              | Turnier              | Kategorie         | Belag             | Partnerin                  | Finalgegnerinnen                           | Ergebnis         |
| --- | ------------------ | -------------------- | ----------------- | ----------------- | -------------------------- | ------------------------------------------ | ---------------- |
| 1.  | 14. Juni 2012      | Meppel               | ITF $10.000       | Sand              | Nicolette van Uitert       | Marrit Boonstra Vivian Heisen              | 6:1, 4:6, [10:7] |
| 2.  | 30. Juni 2012      | Breda                | ITF $10.000       | Sand              | Isabella Schinikowa        | Carolin Daniels Xenia Knoll                | 6:4, 7:65        |
| 3.  | 7. September 2013  | Berlin               | ITF $15.000       | Sand              | Cornelia Lister            | Lenka Kunčíková Karolína Stuchlá           | 6:4, 3:6, [10:5] |
| 4.  | 9. August 2014     | Koksijde             | ITF $25.000       | Sand              | Richèl Hogenkamp           | Bernarda Pera Demi Schuurs                 | 6:4, 6:4         |
| 5.  | 15. August 2014    | Westende Middelkerke | ITF $25.000       | Hartplatz         | Elise Mertens              | Marina Melnikowa Jewgenija Rodina          | 6:2, 6:2         |
| 6.  | 25. Oktober 2014   | Saguenay             | ITF $50.000       | Hartplatz (Halle) | Nicola Slater              | Sonja Molnar Caitlin Whoriskey             | 6:4, 6:4         |
| 7.  | 20. Februar 2015   | Rio de Janeiro       | WTA International | Sand              | Rebecca Peterson           | Irina-Camelia Begu María Irigoyen          | 3:0 Aufgabe      |
| 8.  | 6. März 2015       | Curitiba             | ITF $25.000       | Sand              | Rebecca Peterson           | Beatriz García Vidagany Florencia Molinero | 4:6, 6:3, [10:5] |
| 9.  | 12. April 2015     | Kattowitz            | WTA International | Hartplatz (Halle) | Demi Schuurs               | Gioia Barbieri Karin Knapp                 | 7:5, 4:6, [10:6] |
| 10. | 26. September 2015 | Monterrey            | ITF $50.000       | Hartplatz         | Elise Mertens              | Marina Melnikova Mandy Minella             | 6:4, 3:6, [11:9] |
| 11. | 28. September 2015 | Victoria             | ITF $50.000       | Hartplatz         | Elise Mertens              | María Irigoyen Barbora Krejčíková          | 6:4, 4:6, [10:6] |
| 12. | 21. Februar 2016   | Altenkirchen         | ITF $25.000       | Teppich (Halle)   | Xenia Knoll                | Deniz Khazaniuk Marija Marfutina           | 6:1, 6:4         |
| 13. | 15. September 2017 | Batumi               | ITF $25.000       | Hartplatz         | Viktória Kužmová           | Tatia Mikadse Sofia Shapatava              | 6:1, 6:3         |
| 14. | 26. Januar 2018    | Andrézieux-Bouthéon  | ITF $60.000       | Hartplatz (Halle) | Bibiane Schoofs            | Camilla Rosatello Kimberley Zimmermann     | 4:6, 7:5, [10:7] |
| 15. | 3. Februar 2018    | Glasgow              | ITF $25.000       | Hartplatz (Halle) | Valentini Grammatikopoulou | Dalma Gálfi Katarzyna Piter                | 7:5, 6:4         |
| 16. | 19. September 2021 | Valencia             | ITF W80           | Sand              | Ekaterine Gorgodse         | Dalma Gálfi Katarzyna Piter                | 6:2, 2:6, [10:6] |

## Abschneiden bei Grand-Slam-Turnieren

### Einzel
| Turnier         | 2015 | 2016 | 2017 | 2018 | 2019 | 2020 | 2021 | 2022 | 2023 | 2024 | 2025 | Karriere |
| --------------- | ---- | ---- | ---- | ---- | ---- | ---- | ---- | ---- | ---- | ---- | ---- | -------- |
| Australian Open | Q1   | Q2   | —    | Q2   | 1    | Q2   | 1    | Q2   | 1    | Q2   | Q1   | 1        |
| French Open     | Q1   | Q2   | —    | Q3   | Q1   | —    | Q1   | 1    | 1    | —    | —    | 1        |
| Wimbledon       | Q1   | Q1   | —    | Q2   | 1    |      | Q2   | Q2   | 1    | —    | —    | 1        |
| US Open         | Q3   | Q2   | Q1   | Q2   | Q1   | 2    | Q2   | Q2   | —    | Q1   | —    | 2        |

Zeichenerklärung: S = Turniersieg; F, HF, VF, AF = Einzug ins Finale / Halbfinale / Viertelfinale / Achtelfinale; 1, 2, 3 = Ausscheiden in der 1. / 2. / 3. Hauptrunde; Q1, Q2, Q3 = Ausscheiden in der 1. / 2. / 3. Qualifikationsrunde; nicht ausgetragen